# اندی رابینسون (بازیکن فوتبال، زاده ۱۹۹۲)
اندی رابینسون (انگلیسی: Andy Robinson؛ زادهٔ ۱۶ اکتبر ۱۹۹۲) بازیکن فوتبال اهل بریتانیا است.
از باشگاه‌هایی که در آن بازی کرده‌است می‌توان به باشگاه فوتبال گوسپورت بورو، باشگاه فوتبال بولتون واندررز، و باشگاه فوتبال ساوت‌همپتون اشاره کرد.